# Torre del Virgili
La Torre del Virgili és una torre de defensa de Vila-seca (Tarragonès) declarada Bé Cultural d'Interès Nacional.

## Descripció
Aquesta torre medieval està molt propera de la costa, aproximadament a uns 800 m. La construcció de la torre és la característica de totes del terme, maçoneria amb reforços de carreus a les cantonades. Consta de planta i dos pisos, el superior té una terrassa i matacans. La porta d'accés presenta un arc dovellat, que possiblement és influència de la propera torre d'En Dolsa. La planta és rectangular de 5, x 7,1 i 60 cm de gruix.

## Història
La torre està relacionada amb la necessitat dels vilatans de protecció de les ràtzies sarraïnes, i complementa totes les torres que properes al mar s'estenen al llarg de tot el terme.